# Katie Smith
Katie May Smith (Logan, 4 juni 1974) is een voormalig Amerikaans basketbalspeelster. Zij won met het Amerikaans basketbalteam drie keer de gouden medaille tijdens de Olympische Zomerspelen en twee keer op het Wereldkampioenschap basketbal. In 2018 werd Smith toegevoegd aan de Basketball Hall of Fame.
Smith speelde voor het team van de Ohio State University, voordat zij in 1996 haar American Basketball League debuut maakte bij Columbus Quest. In 1999 maakte zij haar WNBA-debuut bij de Minnesota Lynx. In totaal speelde zij 15 seizoenen in de WNBA. Ook speelde ze meerdere seizoenen in Europa.
Tijdens de Olympische Zomerspelen 2000 in Sydney won ze voor het eerst olympisch goud door Australië te verslaan in de finale. In totaal speelde ze maar liefst 19 wedstrijden over drie Olympische Spelen (2000, 2004 en 2008) en wist alle wedstrijden te winnen. Ook won ze met het nationale team het Wereldkampioenschap basketbal 1998 in Duitsland en het Wereldkampioenschap basketbal 2002 in China.
Na haar carrière als speler werd zij basketbalcoach. Ze was enkele seizoenen de coach van New York Liberty. Sinds januari 2020 is ze assistent-coach bij de Minnesota Lynx.
00 Ruth Riley · 
5 Elaine Powell · 
7 Sabrina Palie · 
8 Angelina Williams · 
11 Kedra Holland-Corn · 
14 Deanna Nolan · 
21 Jacqueline Batteast · 
23 Plenette Pierson · 
30 Katie Smith · 
32 Swin Cash · 
35 Cheryl Ford · 
45 Kara Braxton · 
Coach Bill Laimbeer
3 Ashley Shields · 
5 Elaine Powell · 
11 Kelly Schumacher · 
14 Deanna Nolan · 
22 Alexis Hornbuckle · 
23 Plenette Pierson · 
24 Olayinka Sanni · 
30 Katie Smith · 
35 Cheryl Ford · 
44 Taj McWilliams-Franklin · 
45 Kara Braxton · 
55 Sheri Sam · 
Coach Bill Laimbeer